# Liste der Baudenkmale in Rögnitz
In der Liste der Baudenkmale in Rögnitz sind alle denkmalgeschützten Bauten der mecklenburgischen Gemeinde Rögnitz und ihrer Ortsteile aufgelistet. Grundlage ist die Veröffentlichung der Denkmalliste des Kreises Nordwestmecklenburg mit dem Stand vom 16. September 2020.

## Baudenkmale nach Ortsteilen

### Rögnitz
| ID   | Lage                    | Bezeichnung         | Beschreibung | Bild |
| ---- | ----------------------- | ------------------- | --- | ---- |
| 1214 | Hauptstraße 18, 18a, 19 | Gutsanlage mit Park | Saniertes, 1-gesch., 9-achs. verputzter Fachwerkbau mit Krüppelwalm und 2-gesch. Mittelrisalit, heute Ferienhaus |      |
| 1215 | Hauptstraße 18/19       | Mausoleum           | hinter dem Gutshaus                                                                                              |      |

### Bentin
| ID   | Lage           | Bezeichnung          | Beschreibung | Bild |
| ---- | -------------- | -------------------- | ------------ | ---- |
| 1516 |                | ehem. Gutspark       |              |      |
| 58   | Lindenweg 6, 7 | ehem. Tagelöhnerkate |              |      |
| 59   | Lindenweg 8, 9 | ehem. Tagelöhnerkate |              |      |

## Ehemalige Denkmale

### Bentin
| ID | Lage | Bezeichnung            | Beschreibung | Bild |
| -- | ---- | ---------------------- | ------------ | ---- |
| 57 |      | ehemaliger Pferdestall |              |      |

## Quelle
- Denkmalliste des Landkreises Nordwestmecklenburg (Stand: 9. November 2023; PDF, 1,2 MByte)

- Karte mit allen Koordinaten:
- OSM |
- WikiMap